# Crunch!
Crunch! is een muziekalbum uit 1990 van The Nutty Boys, een zijproject van de Britse ska-popband Madness rond oprichters Lee Thompson (sax/zang) en Chris Foreman (gitaar). Het werd in april 1990 uitgegeven door het onafhankelijke label Streetlink.

## Achtergrond
Nadat Madness in 1986 (tijdelijk) uit elkaar ging maakten Thompson, Foreman en zangers Suggs en Carl 'Chas Smash' Smyth gevieren een doorstart als The Madness. Hun titelloze debuut was geen succes, en in plaats van nieuwe demo's aan te leveren besloten Thompson en Foreman als duo verder te gaan; wel hadden ze nog met Suggs Magic Carpet geschreven. Ze tekenden in 1989 een contract bij Streetlink en namen een album op in hun (voormalige) Liquidator Studio; Thompson nam naast de saxpartijen ook de zang voor zijn rekening, en Foreman speelde de overige instrumenten.   Pas na de release vormden ze een band waarmee ze een langgekoesterde wens in vervulling lieten gaan; terugkeren naar de kroegen en zalen uit de beginperiode van Madness.
Op de hoesfoto poseren Thompson en Foreman met hoeden en zonnebrillen, een idee dat eerder werd uitgevoerd door de Pet Shop Boys.
Oorspronkelijk zouden ze zich Crunch noemen en het album The Nutty Boys, naar een oud merchandise T-shirt met daarop de bijnaam van Madness. Door een drukfout werd dit echter omgedraaid en trad de band vijf jaar lang op als The Nutty Boys. Bij de heruitgave in 2001 werd de naamsverwarring ongedaan gemaakt. 
Vanaf die tijd namen de optredens af; Madness was weer bij elkaar, en ook de overige bandleden hadden zo hun verplichtingen. In 2014 werd het 25-jarig opnamejubileum gevierd met twee integrale uitvoeringen; dit waren echter soloconcerten van Thompson onder de naam The Nutty Boy.

## Nummers
1. Magic Carpet	3:10
2. (Always) The Innocent	2:36
3. Daydreamers	3:14
4. Complications	3:14
5. Pop My Top	2:26
6. Whistle	2:58
7. Pipedream	2:52
8. Fur Elise	2:41
9. People		3:01
10. You Got It!	3:46